# Kristoffer Berntsson
Kristoffer Berntsson (* 13. Juli 1982 in Göteborg, Västra Götalands län) ist ein ehemaliger schwedischer Eiskunstläufer, der im Einzellauf startete.

## Karriere
Berntsson begann im Alter von fünf Jahren mit dem Eislaufen, anfänglich auch als Eishockeyspieler, fokussierte sich dann aber auf den Eiskunstlauf. In das Jahr 2000 ging Berntsson erstmals als schwedischer Eiskunstlaufmeister bei den Senioren. In diesem Jahr landete er bei den nationalen Meisterschaften als erster Schwede einen dreifachen Axel und debütierte bei Europameisterschaften. Ein Jahr später folgte sein Debüt bei Weltmeisterschaften. Trainiert wurde Berntsson von Andrea Dohany.
Kristoffer Berntsson nahm im Zeitraum von 2000 bis 2011 an allen Europameisterschaften teil. Sein bestes Ergebnis war der siebte Platz bei der Europameisterschaft 2008. Von 2001 bis 2009 nahm Berntsson auch an sämtlichen Weltmeisterschaften teil, dabei erreichte er als bestes Resultat den neunten Platz bei der Weltmeisterschaft 2007.
Berntsson wurde zwischen 2000 und 2011 neunmal schwedischer Meister. Ab 2005 kam es zum Zweikampf zwischen ihm und Adrian Schultheiss, den Berntsson auf nationaler Ebene bis auf eine Ausnahme stets für sich entscheiden konnte.
Berntssons Stärke lag besonders im künstlerischen Teil des Sports, in seinen verschiedenen Choreografien.
Im März 2011 verkündete er seinen Rücktritt vom Wettkampfsport. Er studierte Elektrotechnik in Göteborg.

## Ergebnisse
| Meisterschaft / Jahr           | 1997  | 1998  | 1999  | 2000  | 2001  | 2002  | 2003  | 2004  | 2005  | 2006  | 2007  | 2008  | 2009  | 2010  | 2011  |
| ------------------------------ | ----- | ----- | ----- | ----- | ----- | ----- | ----- | ----- | ----- | ----- | ----- | ----- | ----- | ----- | ----- |
| Olympische Winterspiele        |       |       |       |       |       |       |       |       |       | 23.   |       |       |       |       |       |
| Weltmeisterschaften            |       |       |       |       | 31.   | 29.   | 31.   | 21.   | 14.   | 23.   | 9.    | 14.   | 20.   |       |       |
| Europameisterschaften          |       |       |       | 21.   | 21.   | 21.   | 15.   | 13.   | 10.   | 14.   | 10.   | 7.    | 8.    | 15.   | 14.   |
| Juniorenweltmeisterschaften    |       |       |       | 22.   |       |       |       |       |       |       |       |       |       |       |       |
| Schwedische Meisterschaften    | 1. J  | 1. J  | 1. J  | 1.    | 1.    |       |       | 1.    | 1.    | 2.    | 1.    | 1.    | 1.    | 1.    | 1.    |
| Grand-Prix-Wettbewerb / Saison | 96/97 | 97/98 | 98/99 | 99/00 | 00/01 | 01/02 | 02/03 | 03/04 | 04/05 | 05/06 | 06/07 | 07/08 | 08/09 | 09/10 | 10/11 |
| Skate America                  |       |       |       |       |       |       |       |       |       | 11.   |       | 11.   |       |       |       |
| Skate Canada                   |       |       |       |       |       |       |       |       |       |       |       |       |       |       | 11.   |
| Cup of Russia                  |       |       |       |       |       |       |       |       |       | 11.   | 6.    | 10.   | 8.    |       |       |
| Bofrost Cup                    |       |       |       |       |       |       |       | 4.    |       |       |       |       |       |       |       |
| NHK Trophy                     |       |       |       |       |       |       |       |       |       |       | 9.    |       |       | 12.   |       |
| Cup of China                   |       |       |       |       |       |       |       |       |       |       |       |       | 8.    |       |       |

J = Junioren

## Programme/Musik
2000/2001
Kurzprogramm: Smoke on the water (Deep Purple)
Kür: But We Never Talk Love At (Mark Isham); Legends (Brave); Ray's Blues (Dave Grushin); Yeah (Ronnie Earl and the Broadcasters)

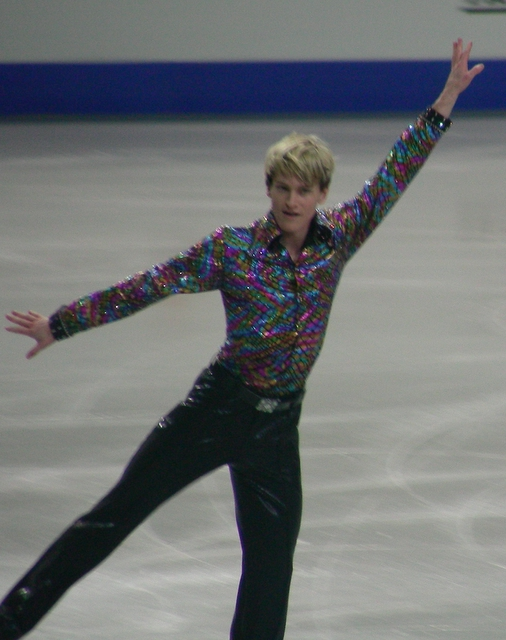
Kristoffer Berntsson bei der Europameisterschaft 2007

2002/2003
Kurzprogramm: Fight Club (The Dust Brothers)
Kür: Fear is the Key (Roy Budd); Paper Tiger (Roy Budd)
2003/2004
Kurzprogramm: Like I Love You (Justin Timberlake); Session (Linkin Park); Mona Lisa Overdrive
Kür: The Time Machine (Soundtrack, Klaus Badelt)
2004/2005
Kurzprogramm: She Wants to Move (N.E.R.D); Breathe (The Prodigy)
Kür: Fürst Igor (Alexander Porfirjewitsch Borodin)
2005/06
Kurzprogramm: Merecunde (Titanes de la Salsa); La Vida es un Carneval (Selia Cuz)
Kür: Bombay Dreams (A. R. Rahman); Between Heaven and Earth (A. R. Rahman)
2006/07
Kurzprogramm: Merecunde (Titanes de la Salsa); La Vida es un Carneval (Selia Cuz)
Kür: Saturday Night Fever (Bee Gees); Studio 54 (Dan Hartman); Boogie Wonderland (Earth, Wind and Fire); Forever Love (XJapan)
2007/08
Kurzprogramm: La valse d'Amélie (Soundtrack, Yann Tiersen); Belleville Rendez-Vous (Soundtrack, Ben Charest)
Kür: Saturday Night Fever (Bee Gees); Studio 54 (Dan Hartman); Boogie Wonderland (Earth, Wind and Fire); Forever Love (XJapan)
2009/10
Kurzprogramm: Anvil of Grom aus Conan der Barbar von Basil Poledouris
Kür: Sweet Dreams (Are Made of This) von Eurythmics gespielt von The String Quartet; Nocturne von Secret Garden; Supertonic Sweet Dreams von Magnus Hyden
2010/11
Kurzprogramm: Comptine d'un autre été: l'après midi aus Amélie von Yann Tiersen
Kür: Michael Jackson medley